# Vinathela hongkong
Espèce
Synonymes
- Heptathela hongkong Song & Wu, 1997

Vinathela hongkong est une espèce d'araignées mésothèles de la famille des Liphistiidae.

## Distribution
Cette espèce est endémique de Hong Kong en Chine.

## Description
Le mâle holotype mesure 9,64 mm.

## Systématique et taxinomie
Cette espèce a été décrite sous le protonyme Heptathela hongkong par Song et Wu en 1997. Elle est placée dans le genre Vinathela par Ono en 2000, dans le genre Nanthela par Haupt en 2003, dans le genre Heptathela par Schwendinger et Ono en 2011 puis dans le genre Vinathela par Xu, Liu, Chen, Ono, Li et Kuntner en 2015.

## Étymologie
Son nom d'espèce lui a été donné en référence au lieu de sa découverte, Hong Kong.

## Publication originale
- Song & Wu, 1997 : « On a new species of the genus Heptathela (Araneae: Liphistiidae) from Hong Kong, China. » Chinese Journal of Zoology, vol. 32, no 3, p. 1-3.